# La Pola Llaviana
La Pola Llaviana (Pola de Laviana en castellà i oficialment La Pola Llaviana/Pola de Laviana) és la parròquia més gran i la capital administrativa del conceyu asturià de Llaviana, en la Vall del Nalón. La seua població és de 9.106 habitants (INE Arxivat 2016-03-03 a Wayback Machine. 2011)

## Monuments
- Església Parroquial de la Mare de Déu de l'Assumpció. Iniciada el 1895, en estil neogòtic.
- Església de la Mare de Déu de l'Otero. A mig quilòmetre del nucli és una obra posterior al segle xv, de creu llatina i espadanya rematada en creu. Retaule barroc interessant.
- Capella de Sant Josep. Reedificada en estil de tipus popular amb adorns de gust montañés.